# ایندربور
ایندربور (قزاقی: Индербор) یک منطقه مسکونی در قزاقستان است که در استان آتیراو واقع شده‌است. ایندربور ۱۳۲۵۴ نفر جمعیت دارد.